# Municipio de Fieldon
El municipio de Fieldon (en inglés: Fieldon Township) es un municipio ubicado en el condado de Watonwan en el estado estadounidense de Minnesota. En el año 2010 tenía una población de 209 habitantes y una densidad poblacional de 2,25 personas por km².

## Geografía
El municipio de Fieldon se encuentra ubicado en las coordenadas 43°59′12″N 94°25′17″O / 43.98667, -94.42139. Según la Oficina del Censo de los Estados Unidos, el municipio tiene una superficie total de 92.93 km², de la cual 92,57 km² corresponden a tierra firme y (0,39 %) 0,36 km² es agua.

## Demografía
Según el censo de 2010, había 209 personas residiendo en el municipio de Fieldon. La densidad de población era de 2,25 hab./km². De los 209 habitantes, el municipio de Fieldon estaba compuesto por el 97,61 % blancos y el 2,39 % eran de una mezcla de razas. Del total de la población el 3,35 % eran hispanos o latinos de cualquier raza.